# 신민기 (축구 선수)
신민기(1997년 4월 29일 ~ )는 대한민국의 축구 선수로, 포지션은 레프트백이다. 현재 K리그2 안산 그리너스 FC 소속이다.